# Johannes-Nepomuk-Kapelle Mürzzuschlag

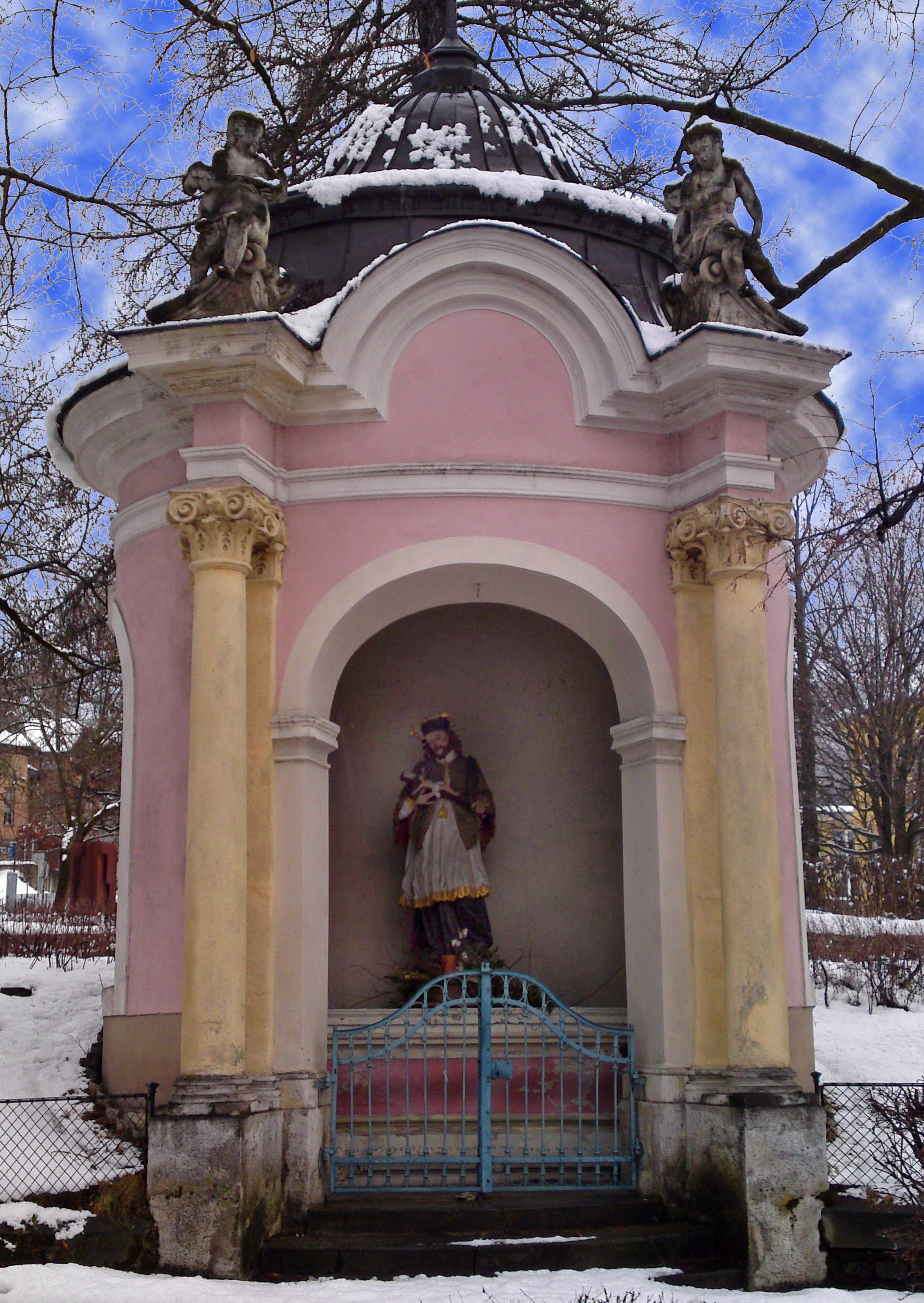
Johannes-Nepomuk-Kapelle in Mürzzuschlag

Die Johannes-Nepomuk-Kapelle steht in der Stadtgemeinde Mürzzuschlag im Bezirk Bruck-Mürzzuschlag in der Steiermark. Die Kapelle steht unter Denkmalschutz (Listeneintrag).

## Geschichte
Die Kapelle wurde 1766 mit dem Baumeister Martin Rottmayr erbaut. Die Kapelle mit einem breitovalen Grundriss beinhaltet eine lebensgroße Steinfigur des Heiligen Johannes Nepomuk aus der Bauzeit.